# Långasjön (Rödeby socken, Blekinge)
Långasjön är en sjö i Karlskrona kommun i Blekinge och ingår i Lyckebyåns huvudavrinningsområde. Sjön har en area på 0,168 kvadratkilometer och ligger 72,1 meter över havet.

## Delavrinningsområde
Långasjön ingår i det delavrinningsområde (624047-149056) som SMHI kallar för Utloppet av Värmasjön. Medelhöjden är 91 meter över havet och ytan är 18,99 kvadratkilometer. Räknas de 38 avrinningsområdena uppströms in blir den ackumulerade arean 704,66 kvadratkilometer. Avrinningsområdets utflöde Lyckebyån mynnar i havet. Avrinningsområdet består mestadels av skog (71 %), öppen mark (11 %) och jordbruk (11 %). Avrinningsområdet har 0,96 kvadratkilometer vattenytor vilket ger det en sjöprocent på 5 %.